# Mogens Mogensen

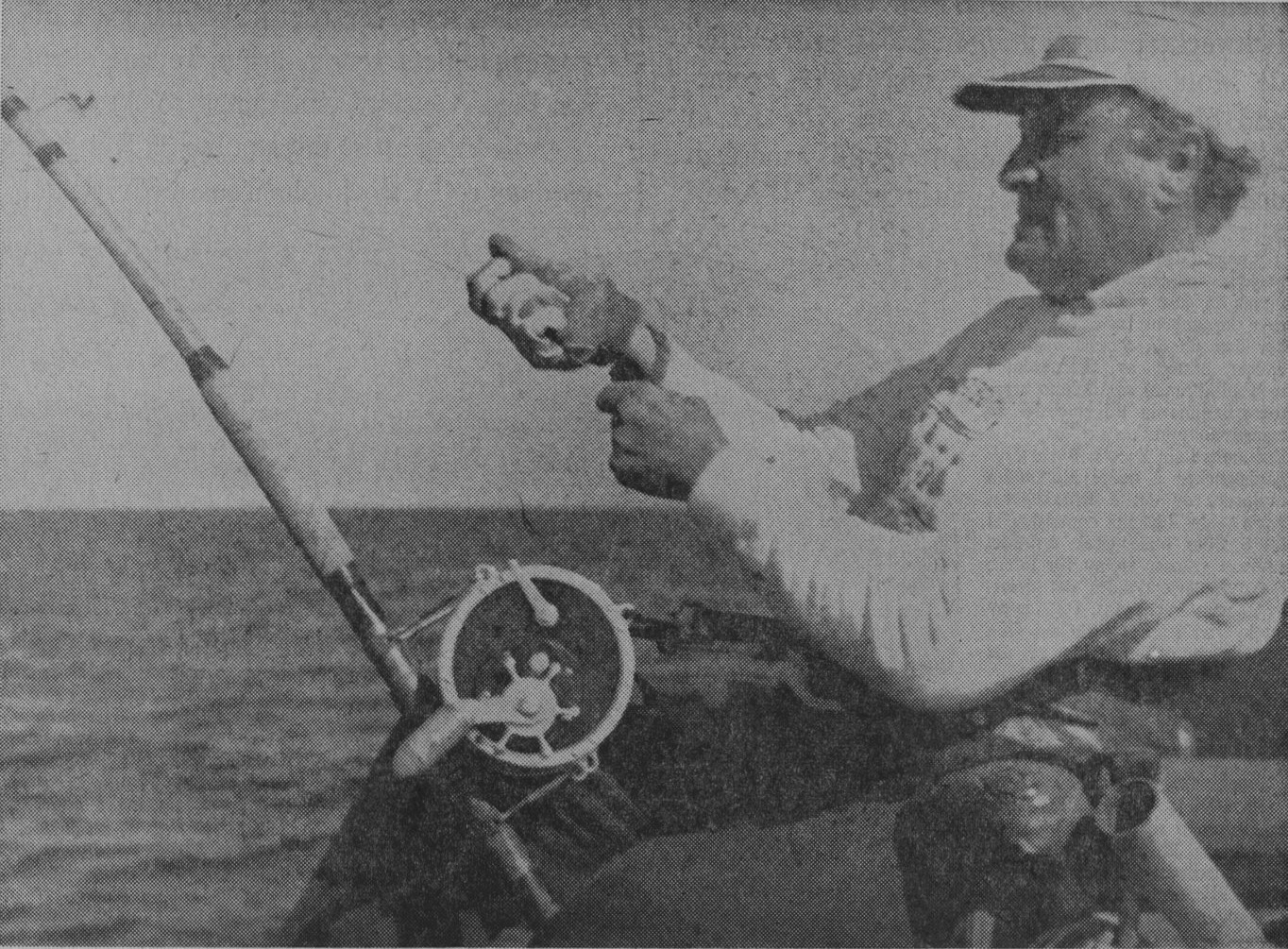
Mogens Mogensen fiskandes tonfisk i Öresund.

Palne Mogens Mogensen, född 9 maj 1900 i Falun, död 4 juni 1969 i Helsingborg, var en svensk arkitekt. Han var bror till Ove, Patrik och Fredrik Mogensen.

## Biografi
Mogensen, som var son till överlantmätare Bror Mogensen och Ruth Kjellin, avlade studentexamen i Falun 1919 samt utexaminerades från Kungliga Tekniska högskolan 1923 och från Kungliga Konsthögskolan 1928. Han var anställd hos Carl Westman 1925 och på Kooperativa förbundets arkitektkontor 1926–1928. Han ritade även byggnader till Stockholmsutställningen 1930 och anställdes därefter hos Sven Markelius. Åren 1931–1932 var han Markelius kontrollant av byggandet av Helsingborgs konserthus, vilket gav honom flera kontakter i staden, bland dem industrimannen Henry Dunker, och 1932 startade han ett eget kontor i Helsingborg. Han var även stadsarkitekt i Klippans och Åstorps köpingar samt byggnadskonsulent i ett flertal landskommuner. 
Under 30-, 40- och 50-talen kom Mogensen att dominera Helsingborgs arkitekturscen och han satte en stark prägel på stadens funktionalistiska bebyggelse med flera betydelsefulla byggnader, som till exempel Simhallsbadet, Brandstationen, Idrottens hus och Stadshuset.
Mogensens stil präglades av strikt och stilren funktionalism, ofta utförd i tegel. Hans byggnader bär även vissa spår av konstruktivism då Mogensen ansåg att byggnadskropparna skulle tydligt redovisa sitt innehåll genom sitt exteriöra utförande.
Mogensen ingick äktenskap första gången 1930 med Stina Kjellberg (1906–1992), dotter till civilingenjör Albin Kjellberg och Gerda Hägglund och andra gången 1955 med Ulla Thuné (1915–2001), dotter till hallmästare Per Thuné och Hanna Nelson. Mogens Mogensen är gravsatt på Pålsjö kyrkogård.

## Byggnader

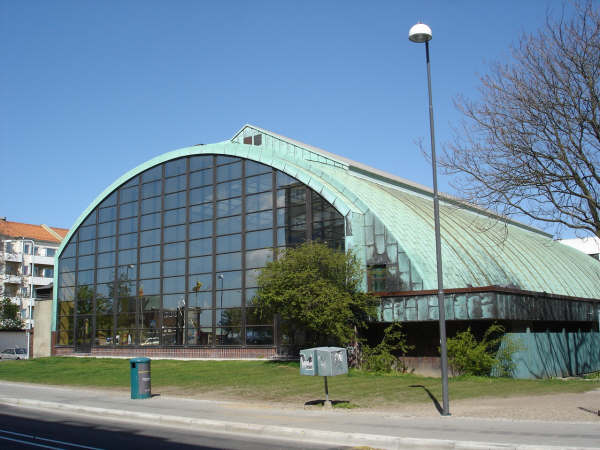
Simhallsbadet i Helsingborg

- Silobyggnad för Skånska lantmännens centralförening i Helsingborg och för N Kalmar läns lantmäns centralförening i Västervik 1934.
- Hyreshus med biografen Palladium i Helsingborg 1935.
- Restaurering och ombyggnad av gästgivaregård i Fleninge 1934 och Klippan 1935.
- Stadshotellet, Karlshamn, ombyggnad 1935.
- Krematorium i Karlshamn 1936.
- Silobyggnad för Skånska lantmännens centralförening i Åhus 1936.
- Klubbhus för Helsingborgs segelsällskap 1936.
- Villa Wehtje,[källa behövs] omkring 1937 i Falsterbo. (Obs! ej den Villa Wehtje från 1936, på Rostockervägen, som ritats av Josef Frank)
- A.B. Kassablock, Kv Spanien 11, Motorgatan 3, Helsingborg 1937–1938. (Rivningslov beviljat juni 2012)
- Funkisvillor, Otto Lindblads Väg 8-14, Lund 1937–1939.
- Affärs- och bostadshus med biografen Saga, Stora Södergatan 17 - Lilla Tvärgatan 1 - Södergatan 10, Lund 1938.
- Tullg 4 - S Esplanaden 3, Lund 1938.
- Helsingborgs brandstation, 1940.
- Simhallsbadet, Helsingborg, 1941
- Kulturen 24, intendentbostad, Lund 1941.
- Tretorns gummifabrik, Helsingborg, 1943.
- Kontorshus för Kemira, Helsingborg, 1955.
- Idrottens hus, Helsingborg, 1957.
- Villa Ottosson, Bruksgatan 10, Klippan 1961.
- Helsingborgs stadshus, 1961/1967.

## Bilder

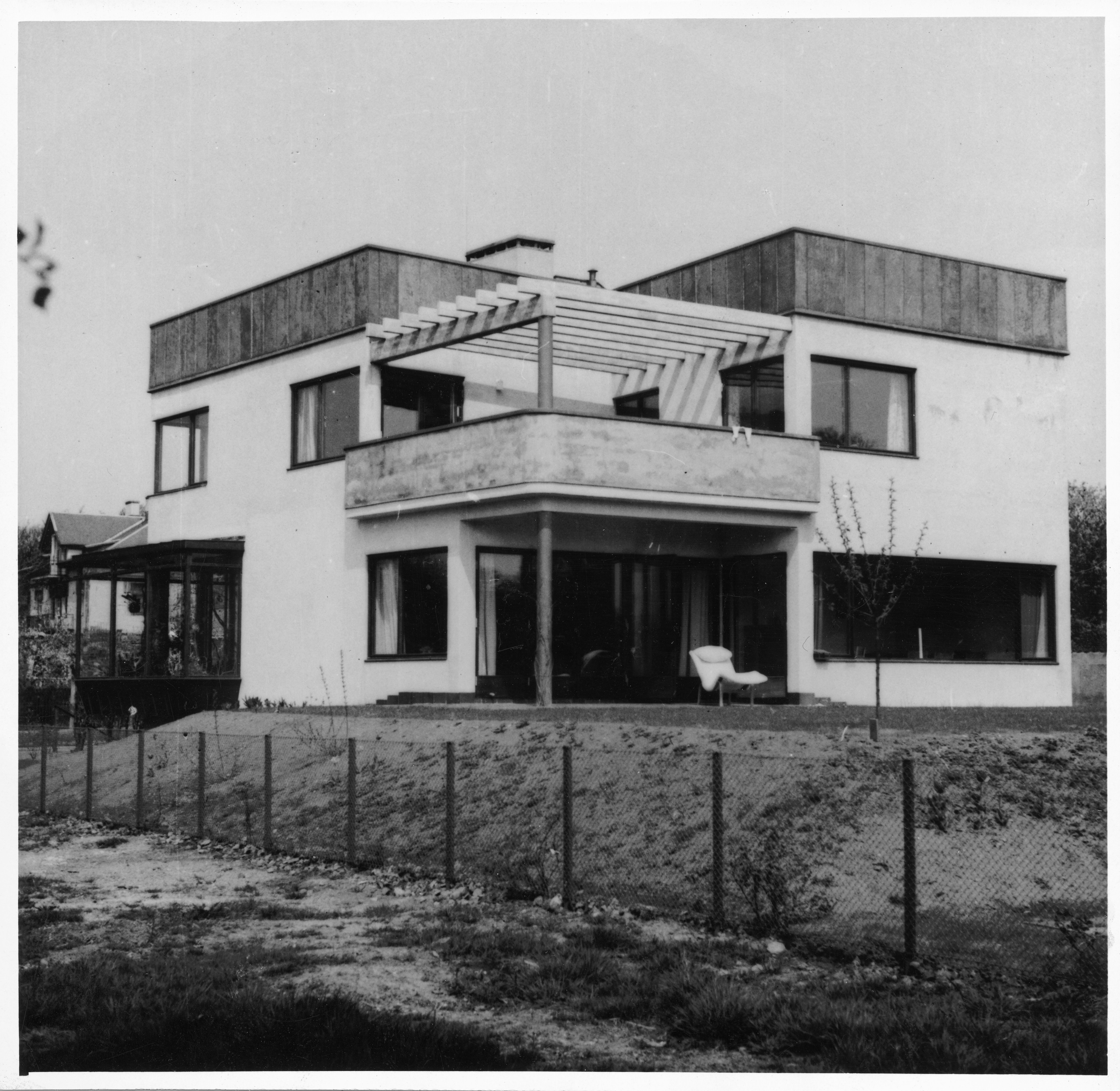
Egna villan i Helsingborg
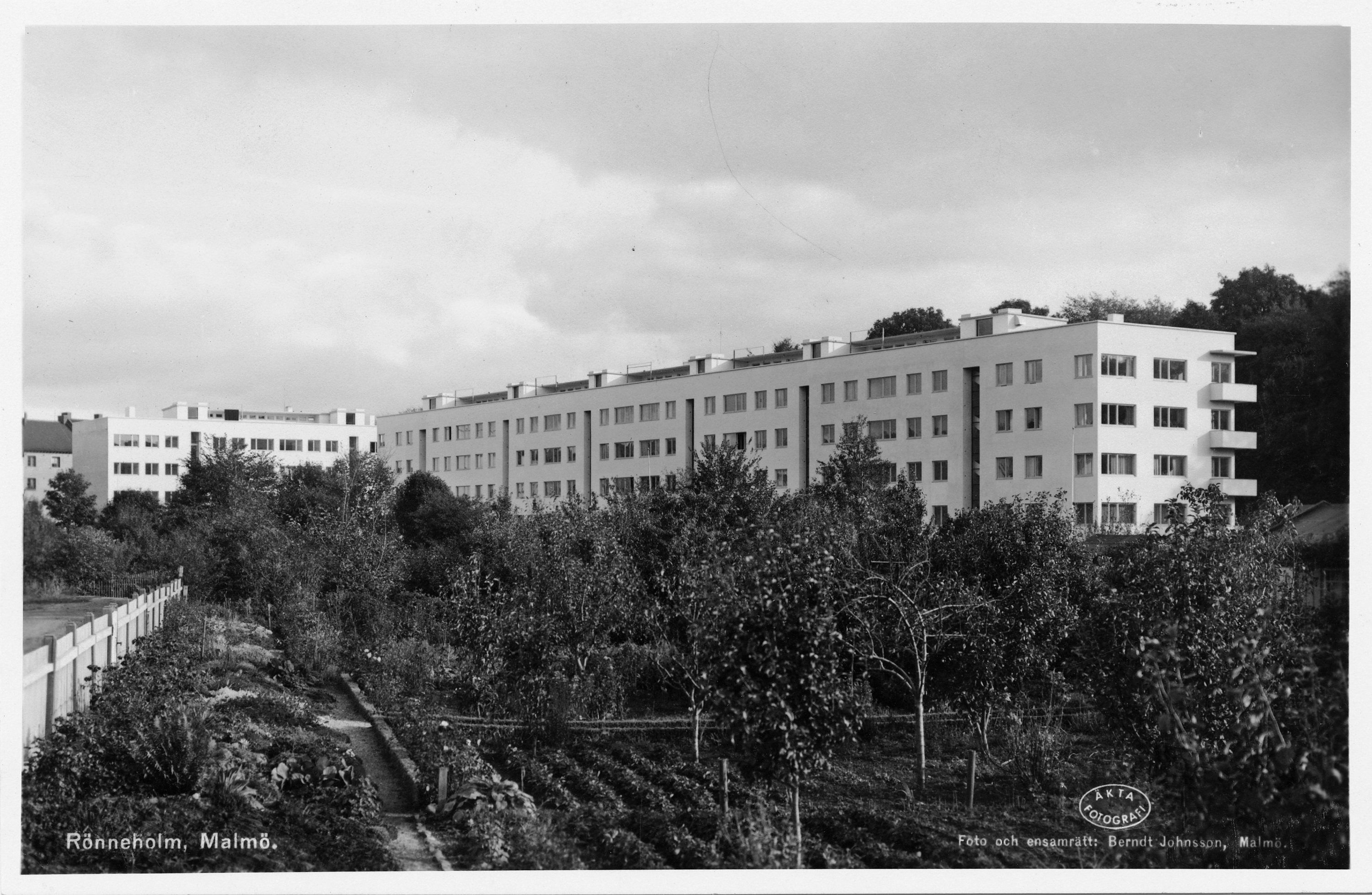
Bostadshus i Rönneholm, Malmö
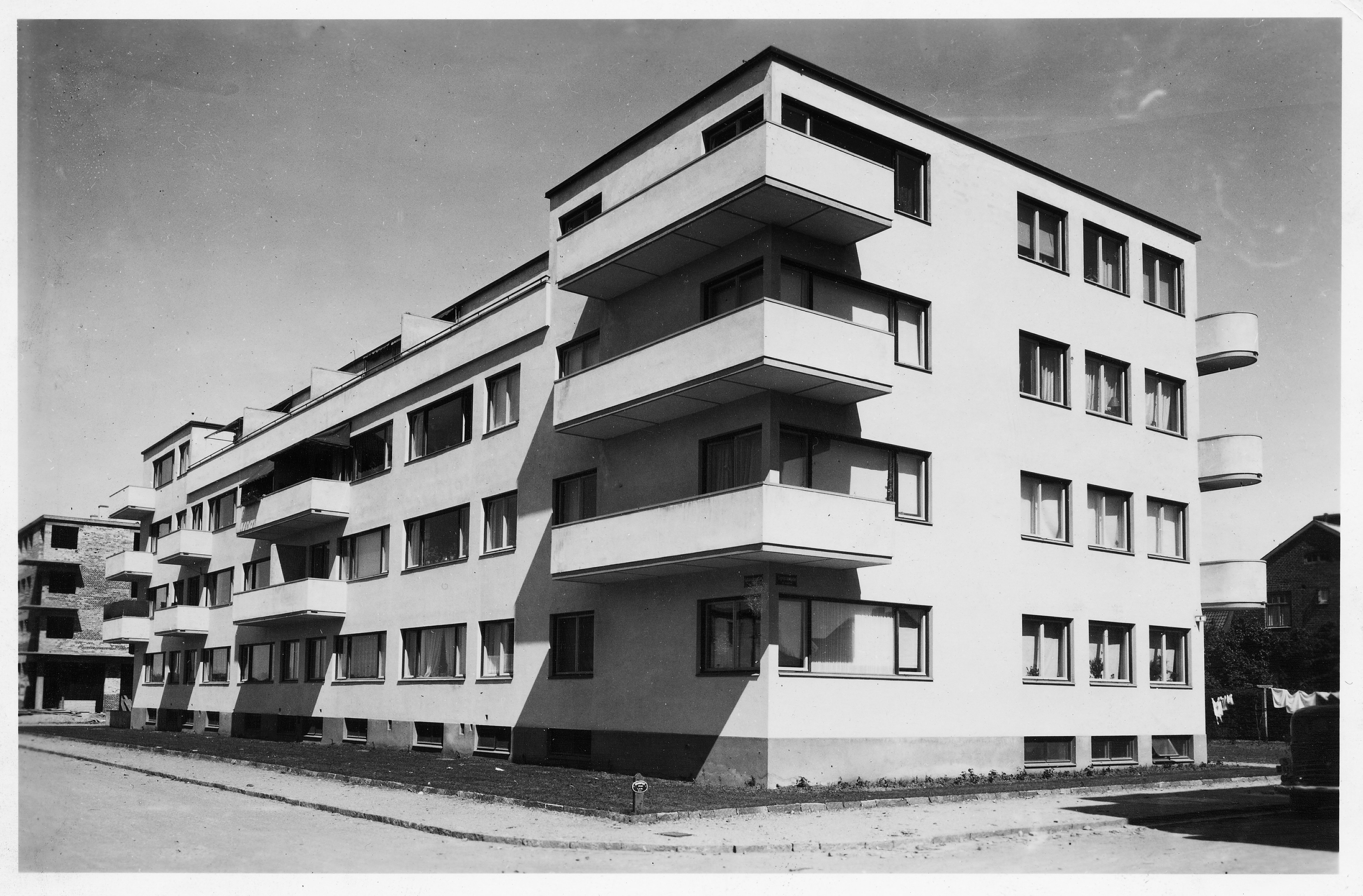
Bodstadshus i Lund
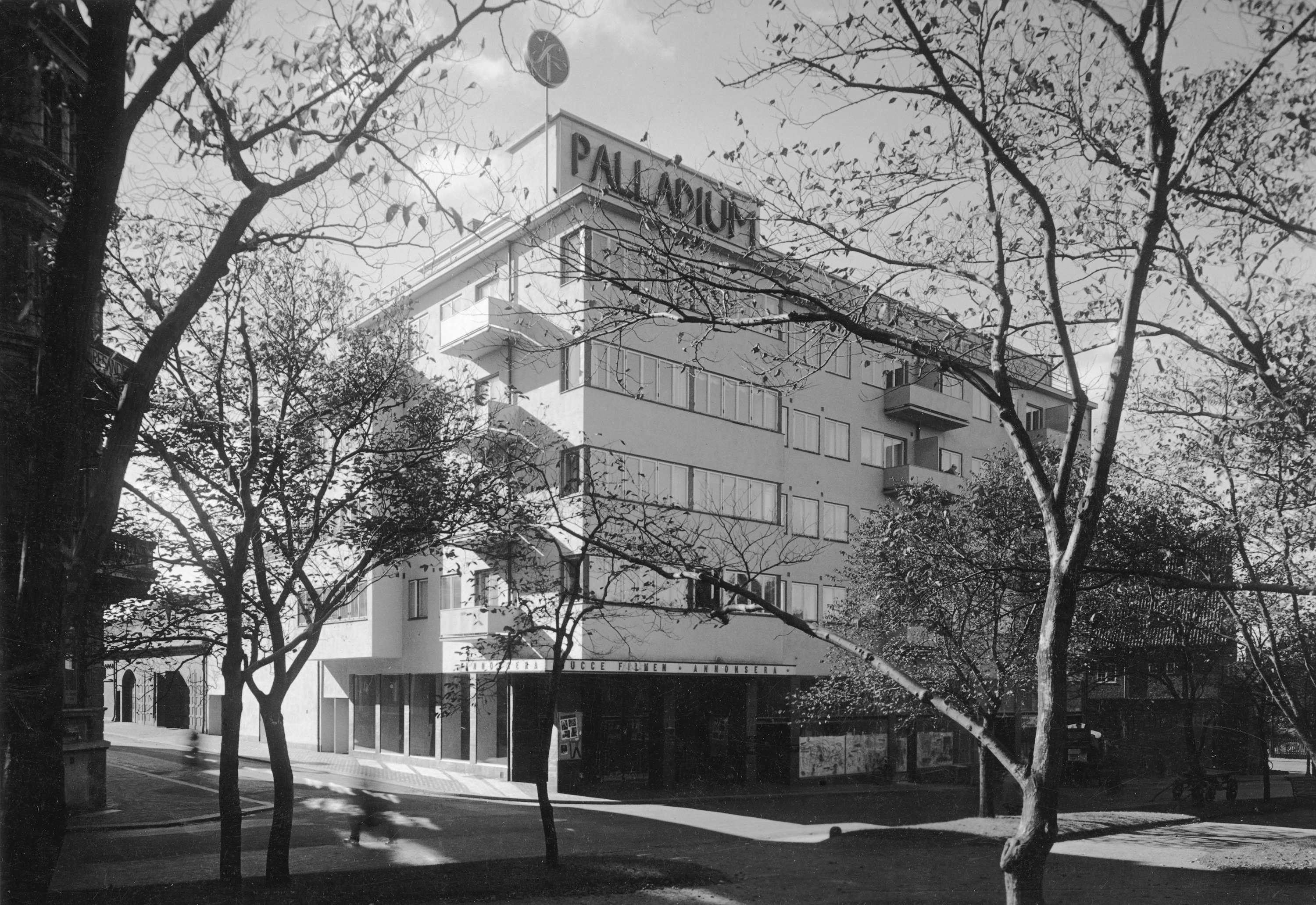
Palladium, Helsingborg
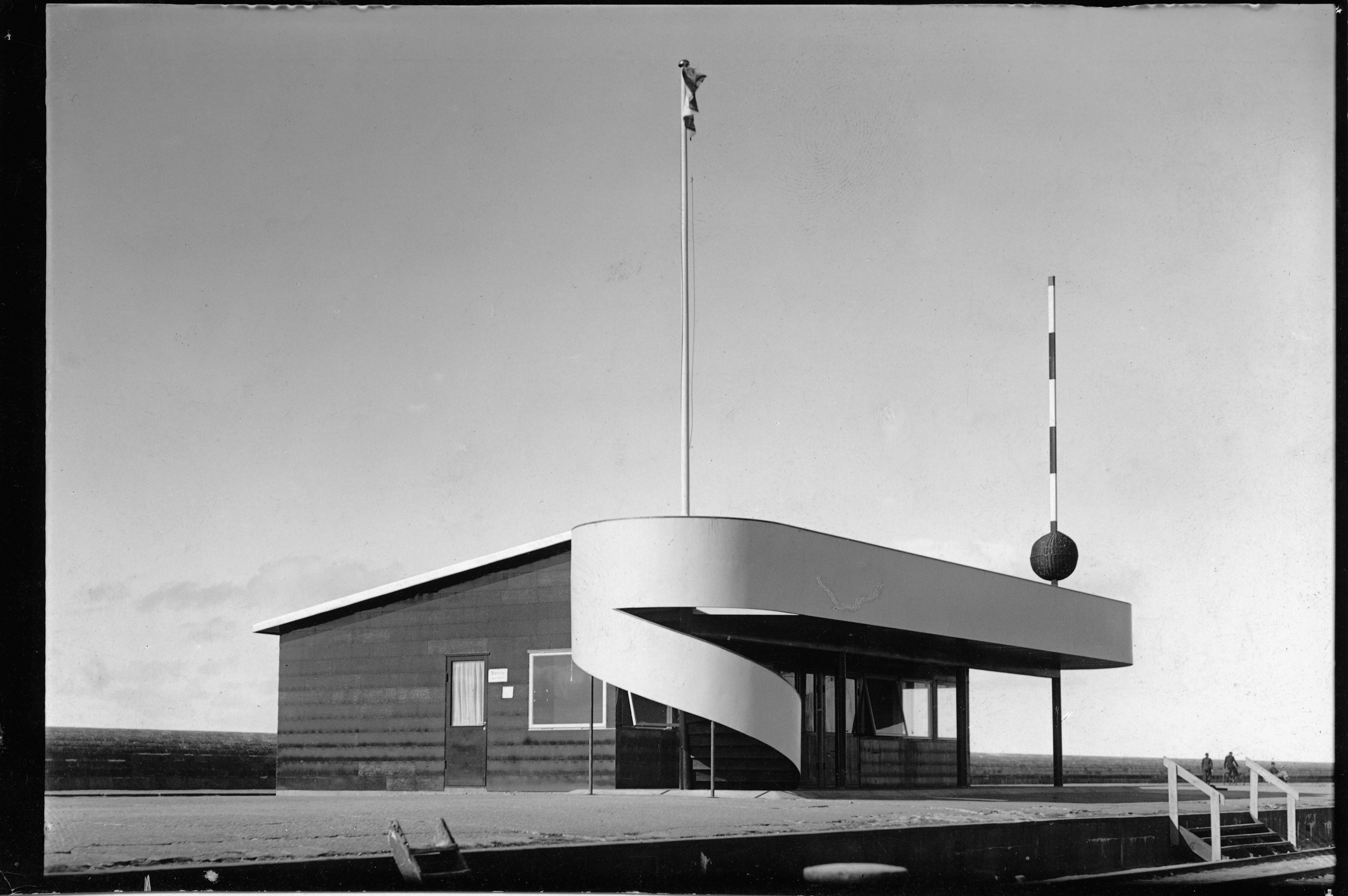
Klubbhus för Helsingborgs segelsällskap